# Thống Nhất, Hạ Lang
Thống Nhất là một xã thuộc huyện Hạ Lang, tỉnh Cao Bằng, Việt Nam.

## Địa lý
Xã Thống Nhất nằm ở phía nam huyện Hạ Lang, có vị trí địa lý:
- Phía đông giáp Trung Quốc
- Phía tây giáp thị trấn Thanh Nhật và xã Vinh Quý
- Phía nam giáp xã Cô Ngân và xã Thị Hoa
- Phía bắc giáp xã Quang Long.

Xã Thống Nhất có diện tích 38,01 km², dân số năm 2019 là 3.049 người, mật độ dân số đạt 80 người/km².
Trên địa bàn xã Thống Nhất có một số ngọn núi như Mác Phật, Ngườm Riền, Lũng Eng, Lũng Các, Bó Chao, Pa Lũng Tố, Pa Pò Nóc, Pò Lung Tái, Pa Luông, Phò Sèn, Pò Điểm, Pò Mao và đồi Lũng Lừa. Suối Bản Lạn, suối Cò Ma, suối Lành và suối Luộc chảy qua địa bàn xã.
Tỉnh lộ 214 chạy qua địa bàn xã theo chiều bắc nam.

## Lịch sử
Địa bàn xã Thống Nhất hiện nay trước đây vốn là hai xã Thái Đức và Việt Chu thuộc huyện Hạ Lang.
Ngày 15 tháng 9 năm 1969, giải thể huyện Hạ Lang, hai xã được sáp nhập vào huyện Quảng Hòa.
Ngày 1 tháng 9 năm 1981, hai xã trên lại được chuyển về huyện Hạ Lang vừa tái lập.
Ngày 9 tháng 9 năm 2019, Hội đồng Nhân dân tỉnh Cao Bằng ban hành Nghị quyết số 27/NQ-HĐND về việc sáp nhập một số xóm thuộc hai xã Thái Đức và Việt Chu.
Trước khi sáp nhập, xã Thái Đức có diện tích 16,80 km², dân số là 1.257 người, mật độ dân số đạt 75 người/km², có 8 xóm: Đoàn Kết, Pác Lung, Nà Hoạch, Pác Khao, Cốc Khọt, Bản Đâư, Bản Lạn, Keng Nghiền. Xã Việt Chu có diện tích 21,21 km², dân số là 1.792 người, mật độ dân cư đạt 84 người/km², có 6 xóm: Bản Khau, Bản Ngay, Đồng Nhất, Hợp Nhất, Nà Đắng - Nà Tính, Nà Kéo.
Ngày 10 tháng 1 năm 2020, Ủy ban Thường vụ Quốc hội ban hành Nghị quyết số 864/NQ-UBTVQH14 về việc sắp xếp các đơn vị hành chính cấp huyện, cấp xã thuộc tỉnh Cao Bằng (nghị quyết có hiệu lực từ ngày 1 tháng 2 năm 2020). Theo đó, sáp nhập toàn bộ diện tích và dân số của hai xã Thái Đức và Việt Chu thành xã Thống Nhất.
Ngày 27/2/2020  Huyện ủy Hạ Lang tổ chức Lễ công bố Quyết định của Ban Thường vụ Huyện ủy về việc thành lập Đảng bộ xã Thống Nhất

## Hành chính
Xã Thống Nhất được chia thành 14 xóm: Bản Đâư, Bản Khau, Bản Lạn, Bản Ngay, Cốc Khọt, Đoàn Kết, Đồng Nhất, Hợp Nhất, Keng Nghiền, Nà Đắng - Nà Tính, Nà Hoạch, Nà Kéo, Pác Khao, Pác Lung.